# Zale strigimacula
Zale strigimacula är en fjärilsart som beskrevs av Achille Guenée 1852. Zale strigimacula ingår i släktet Zale och familjen nattflyn. Inga underarter finns listade i Catalogue of Life.